# Madame Anatole
Pour les articles homonymes, voir Gosselin et Anatole.
Constance-Hippolyte Gosselin, épouse d'Auguste-Anatole Petit, dite Madame Anatole, est une danseuse française née à Paris le 2 janvier 1793, où elle est morte le 23 juillet 1858.

## Biographie
Fille d'un maître de danse et sœur cadette de Geneviève Gosselin, Constance débute à l'Opéra de Paris en 1813, après avoir étudié la danse auprès de Louis Duport et de Jean-François Coulon,.
Le 1er mars 1815, elle épouse le danseur de l'Opéra Auguste-Anatole Petit, dit M. Anatole.
Nommée première danseuse en 1822, elle aura comme partenaire principal le danseur Paul, avec qui elle effectue une tournée triomphale à Londres la même année.
Gosselin se distingue dans le genre de la danse noble,.
Sa danse élégante et pudique la prédispose aux rôles sérieux, qu'elle tient dans les ballets de Pierre Gardel (La Servante justifiée, 1818), de Jean-Pierre Aumer (Alfred le Grand, 1822) et d'Albert (Astolphe et Joconde, 1827).
Elle quitte la scène en 1830.